# Rivanj
La Isla Rivanj (en croata: Otok Rivanj) es una isla del Mar Adriático en el archipiélago de Zadar, que pertenece a Croacia y se encuentra entre las islas de Sestrunj y Ugljan; posee un área de 4,4 kilómetros cuadrados (3,4 kilómetros de longitud, y una anchura de hasta 1,4 km), con una población de 30 habitantes (2011), siendo su punto más alto el pico Lukocina (112 m). El único pueblo es Rivanj, situado en el interior de la isla. Por debajo de ella, en la costa sur-occidental, existe un pequeño puerto con una aldea. La isla está cubierta en gran parte de maleza y matorral. Rivanj cuenta con un ferry diario y una línea de barcos con Zadar. La actual población fue establecida supuestamente por los habitantes de la isla de Ugljan. Rivanj es frecuentado por diversos navegantes locales.